# A bajba került házitanító
A bajba került házitanító (olaszul L’ajo nell’imbarazzo) Gaetano Donizetti kétfelvonásos operája (opera buffa). A mű librettóját Jacopo Ferretti írta Giovanni Giraud azonos című vígjátéka alapján. Az ősbemutatóra 1824. február 4-én került sor a római Teatro Valléban. 1824 és 1826 között Don Gregorio cím alatt átdolgozta. Ezt a változatot 1826. június 11-én mutatták be először a nápolyi Teatro Nuovóban. Magyarországon egyik változatot sem játszották.

## Szereplők
| Szereplő                                | Hangfekvés   | Az ősbemutató szereposztása |
| --------------------------------------- | ------------ | --------------------------- |
| Madama Gilda Talemanni, Enrico felesége | szoprán      | Maria Ester Mombelli        |
| Giulio márki                            | bariton      | Antonio Tamburini           |
| Enrico márki, Giulio fia                | tenor        | Savino Monelli              |
| Marquis Pippetto, son of Giulio         | tenor        | Giovanni Puglieschi         |
| Don Gregorio Cordebono                  | bariton      | Nicola Tacci                |
| Leonarda, idős szolgáló                 | mezzoszoprán | Agnese Loyselet             |
| Simone, cseléd                          | basszus      | Luigi De Dominicis          |
| A márki cselédei.                       |              |                             |

## Cselekmény
A puritán Don Giulio annyira szigorú neveltetésben részesítette két fiát, Enricót és Pipettót, hogy egyiknek sincs tapasztalata az élet, kiváltképpen a nők terén. Don Giulio Don Gregoriót bízta meg fiai tanításával. Az események azonban hamar rossz irányba térnek, mert Pipetto beleszeret az egyetlen nőbe, akit ismer, mégpedig az idős szolgálóba, Leonardába, aki ráadásul szenilis, sőt komolyan is veszi a fiú közeledését. Az idősebb fiú titokban elvette Gildát, a szomszédjukat és házasságukból egy gyermek is született. Gilda ravasz mesterkedései révén ráveszik Giuliót, hogy ismerje el neveltetésének fiaskóját és adja áldását a fiatal párra.